# Toni Egger
Toni Egger (12. září 1926 – 2. února 1959) byl italsko-rakouský horolezec.

## Život
Narodil se v Bolzanu a ve svých třinácti letech se přestěhoval do Debantu poblíž Lienze. Zanedlouho se začal věnovat horolezectví, a to převážně v Dolomitech. V roce 1950 poprvé lezl na Tre Cime. Pracoval jako horský vůdce, avšak rovněž byl dřevorubcem. Dne 12. července 1957 provedl spolu s Siegfriedem Jungmairem prvovýstup na peruánskou šestitisícovku Jirishanca. Rovněž spolu vystoupili na vrchol Toro (6121 m n. m.). Počátkem roku 1959 údajně vystoupil s Cesarem Maestrim na vrchol stěny Cerro Torre na jihu Argentiny, avšak při sestupu zahynul. Veškeré informace se zakládají na Maestriho výpovědích, a není tak jasné, zda dvojice na vrchol skutečně vystoupila (vrcholová fotografie se nedochovala).